# Erythrodiplax solimaea
Erythrodiplax solimaea – gatunek ważki z rodziny ważkowatych (Libellulidae).